# Chicas yeyé
Chicas yeyé es el nombre utilizado en Norteamérica, Sudamérica y algunos países europeos como el Reino Unido, España y especialmente Francia para denominar a un grupo de jóvenes cantantes femeninas que tuvieron mucho éxito gracias a la aparición de un género musical denominado yeyé. En Colombia, particularmente, se usó para hablar los jóvenes que, durante los años 60, escucharon con entusiasmo el Rock'n Roll proveniente del Norte Global y adoptaron algunos rasgos contraculturales, como el uso de drogas alucinógenas o la organización de comunas hippies. Este género musical proviene principalmente de regiones de países europeos como Francia, y que más tarde se expandió a muchas otras partes del mundo como el Reino Unido o Estados Unidos.

## Datos
El yeyé es un estilo de la música pop con jóvenes cantantes que influyeron en Francia y muchos otros países, a través de la década de 1960. Los más famosos practicantes yeyé incluyen Sylvie Vartan (casada con la estrella de rock Johnny Hallyday), France Gall, actrices como Brigitte Bardot y Chantal Goya, y el icono Françoise Hardy.

## Historia
Alguna de las cantantes que tuvo un éxito extraordinario fue France Gall, quien ganó el concurso musical Eurovisión en 1965 con su canción «Poupée de cire, poupée de son», aunque también tiene otras canciones que marcaron su trayectoria artística. Françoise Hardy también participó en Eurovisión en 1963 con la canción «L'amour s'en va», pero su éxito se inmortalizó con el lanzamiento de «Tous les garçons et les filles». Algunas de las jóvenes yeyé presentaban trayectorias musicales anteriores a los años 60 como Brigitte Bardot, mientras que otras que tuvieron un corto periodo de tiempo en el mundo de la música como Berthe, Delphine o Christel Ruby.